# Yndlingsbabe
Yndlingsbabe er det tolvte studiealbum af den danske popgruppe tv·2. Det blev udgivet den 22. februar 1998 på EMI-Medley. Albummet indeholder hittet "Der går min klasselærer", der er én af tv·2s signatursange. Albummet blev solgt i 75.000 eksemplarer.
I musikvideoen til "Der går min klasselærer" spiller skuespilleren Niels Olsen den omtalte klasselærer.

## Trackliste
Alt tekst og musik er skrevet af Steffen Brandt.
| #   | Titel                                        | Producer(e)                     | Længde |
| --- | -------------------------------------------- | ------------------------------- | ------ |
| 1.  | "Det er Danmark"                             | Halfdan E                       | 4:58   |
| 2.  | "Hyggeligt, hyggeligt"                       | Halfdan E                       | 4:06   |
| 3.  | "Der går min klasselærer"                    | Halfdan E                       | 5:02   |
| 4.  | "Yndlingsbabe"                               | Peter Biker                     | 4:50   |
| 5.  | "Hold mig, slip mig"                         | Greg Walsh                      | 4:12   |
| 6.  | "Helt alene"                                 | Halfdan E; remix af Alar Suurna | 3:53   |
| 7.  | "Jimmy og Janni"                             | Knut Haavik                     | 4:19   |
| 8.  | "Klog blir man af skade"                     | Michael Bruun                   | 4:39   |
| 9.  | "Bliv hos mig, bliv"                         | Henrik Nilsson                  | 4:48   |
| 10. | "1998"                                       | Greg Walsh                      | 4:15   |
| 11. | "Der trænger til at blive skovlet noget sne" | Greg Walsh                      | 4:40   |
| 12. | "Bag dem synger skovene"                     | Greg Walsh                      | 4:39   |
| 13. | "En dag vil jeg gå i regnen med dig"         | Halfdan E                       | 3:37   |

## Medvirkende
| - Halfdan E. – producer - Greg Walsh – producer - Peter Biker – producer - Knut Haavik – producer - Michael Bruun – producer - Henrik Nilsson – producer - Johannes Stærk – demo, forproduktion og teknik - Henrik Nilsson – teknik - Lars Nissen – teknik - Alar Suurna – remix af "Helt alene" - Jacques "Skal vi aldrig på Rust" Pedersen – ass. teknik - Kenneth Kikkenborg – edit - Michael Ritto – executive producer - Bo Andersen – executive producer | - Hans Erik Lerchenfeld – guitar - Sven Gaul – trommer - Georg Olesen – bas - Steffen Brandt – tekst, musik, vokal, keyboards og mundharpe - Niels Hoppe – tenor- og barytonsaxofon, basklarinet og arrangement - Knud Erik Nørgaard – trompet og flygelhorn - Anders Majlund Christensen – trombone og tuba - Henrik "Unge-agtig" Nilsson – keyboards, beats, samples, kor og arrangement - Flemming Agerskov – trompet - Øjvind Ougaard – harmonika - Yasmin – kor - Vanja Louro – strygekvintet - Johannes Sør Hansen – strygekvintet - Tim Frederiksen – strygekvintet - Nils Sylvest Jeppesen – strygekvintet - Mikkel Futtrup – strygekvintet - Claus Kilpatrick – arrangør |

## Hitlisteplacering
| Hitliste (1998) | Højeste placering |
| --------------- | ----------------- |
| Danmark         | 2                 |